# کابوی بزرگ آمریکایی
کابوی بزرگ آمریکایی (انگلیسی: The Great American Cowboy) فیلمی در ژانر مستند به کارگردانی کیت مریل است که در سال ۱۹۷۳ منتشر شد. از بازیگران آن می‌توان به جوئل مک‌کری اشاره کرد.